# Głaz

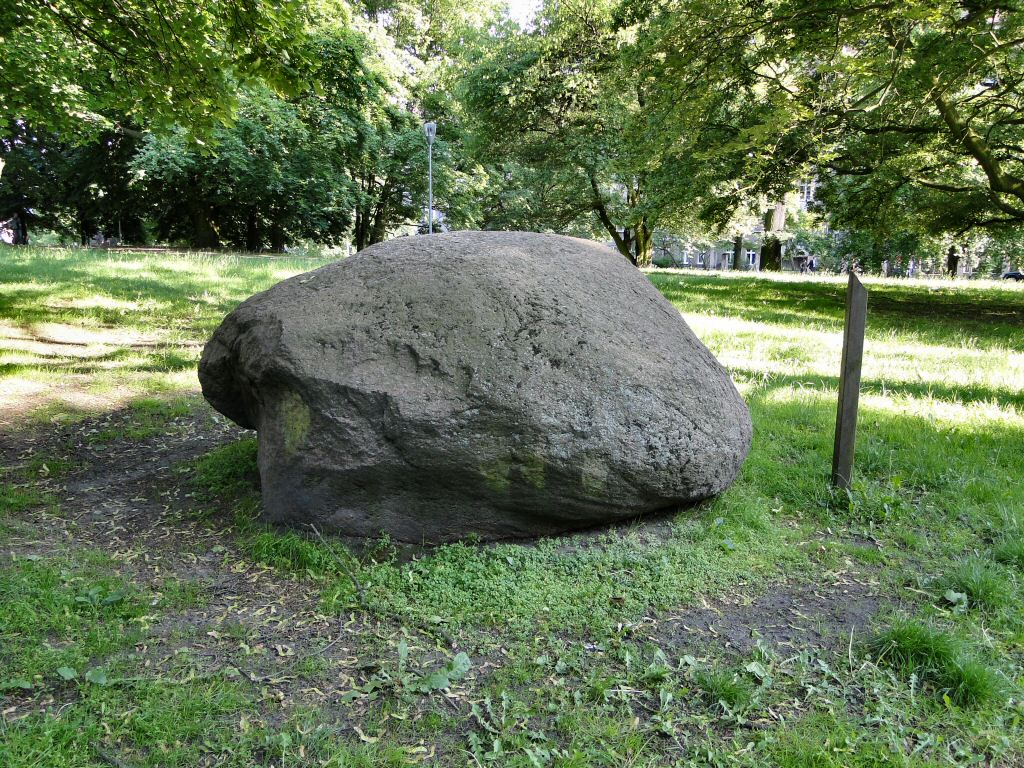
Głaz narzutowy „Adam” w Parku Żeromskiego w Szczecinie

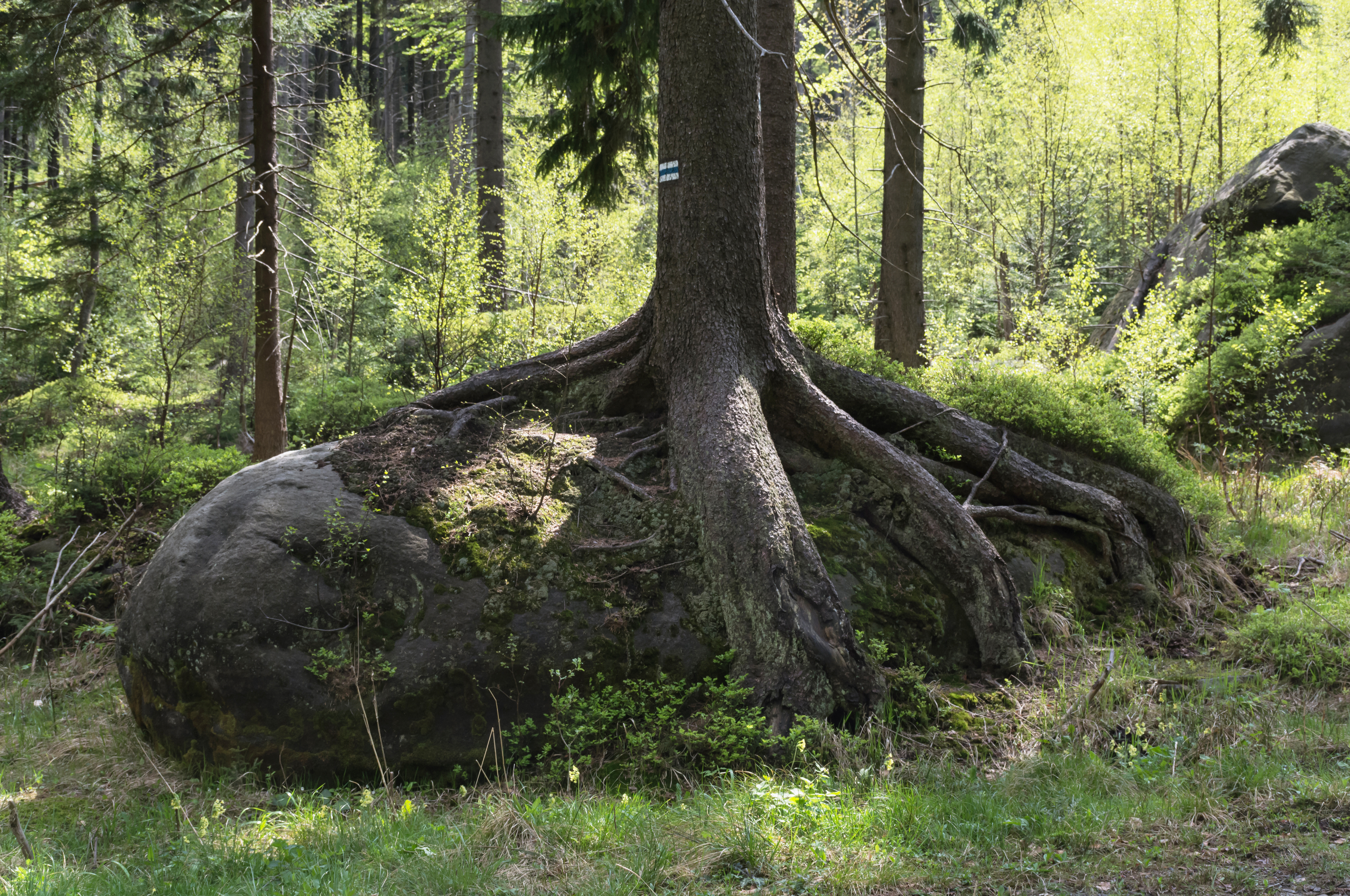
Głaz w Górach Stołowych

Głaz – obtoczony, wskutek transportu i erozji, fragment skały o średnicy większej niż 20 cm (największa frakcja ziarnowa skał okruchowych). Nagromadzenia głazów tworzą głazowisko, które po lityfikacji przechodzi w zlepieniec.
Istnieje dość istotne zróżnicowanie na głazy i bloki, wynikające z tego iż głazy są fragmentami skalnymi obtoczonymi, natomiast bloki – nieobtoczonymi (a więc niezmienionymi wskutek transportu), co ma duży związek z ich genezą i miejscem występowania.